# Le Gros-Theil
Le Gros-Theil è un comune francese di 939 abitanti situato nel dipartimento dell'Eure nella regione della Normandia.

## Società

### Evoluzione demografica
Abitanti censiti